# フリードリヒ・トラウゴット・キュッツインク

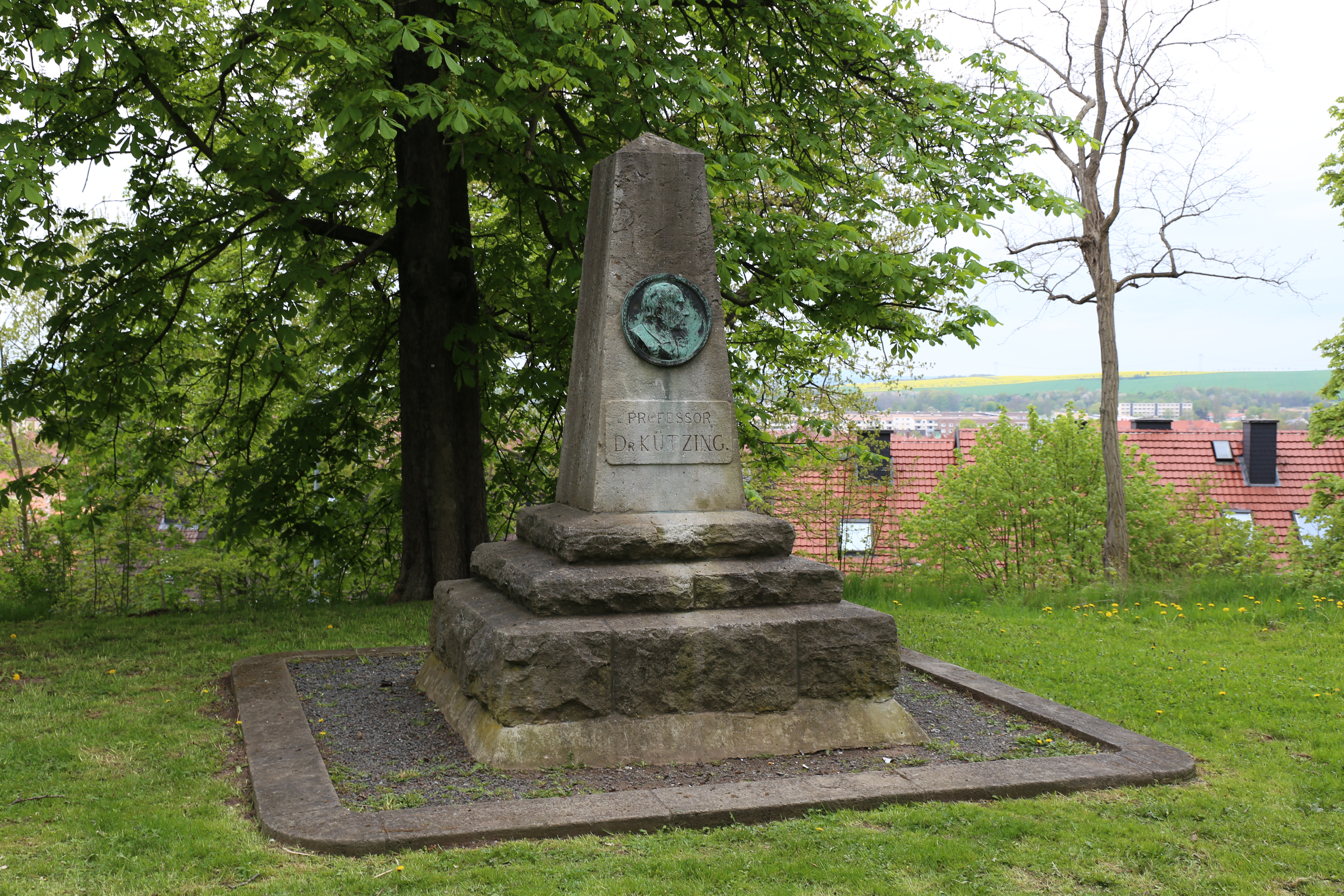
ノルトハウゼンにあるキュッツインクの記念碑

フリードリヒ・トラウゴット・キュッツインク（Friedrich Traugott Kützing、1807年12月8日 - 1893年9月9日）はドイツの植物学者である。藻類学の分野で重要な貢献をした。

## 略歴
テューリンゲン州のリッテブルクに生まれた。薬剤師として薬学を学んだ後、ハレ大学のシュヴァイガー＝ザイデル（Franz Wilhelm Schweigger-Seidel）の薬学の研究室の助手となり、自然科学を学び、アドリア海沿岸、ダルマチア、イタリア、アルプス山脈の植物調査旅行を行った。1838年にノルトハウゼンの中学の理科教師になり、その職を1883年まで続けた。1837年にギーセン大学から名誉博士号を受け、1843年に教授の称号を得た。1842年にドイツ自然科学アカデミー・レオポルディーナの会員に選ばれた。
高等教育をほとんど受けなかったにもかかわらず、藻類学などの分野で多くの業績をあげた。1849年の著作、『藻類の種』"Spécies algarum"では、それまで知られていたすべての種が含まれていた。その他の著作としては2000点の彩色図版をつけた20巻の『藻類図鑑』（"Tabulae phycologicae":1845-70）や"Synopsis Diatomearum (1833)、"Phycologia generalis, oder Anatomie, Physiologie und Systemkunde der Tange" (1843)、"Die kieselschaligen Bacillarien oder Diatomeen"(1844)、"Phycologia germanica" (1845)."Algae aquae dulcis" (1833-36)、"Die Naturwissenschaften in den Schulen als Beförderer des christlichen Humanismus"(1850)、"Grundzüge der philosophischen Botanik"(1851-52)がある。自然哲学の著書においては自然発生説の擁護者であった。
酵母の研究も行い、1837年にアルコール発酵における酵母の役割の重要性を実証した。これは、カニャール・ド・ラツール（Charles Cagniard de Latour）やテオドール・シュワン（Theodor Schwann）も別々にほぼ同時期に証明された。

## 『藻類図鑑』の図版

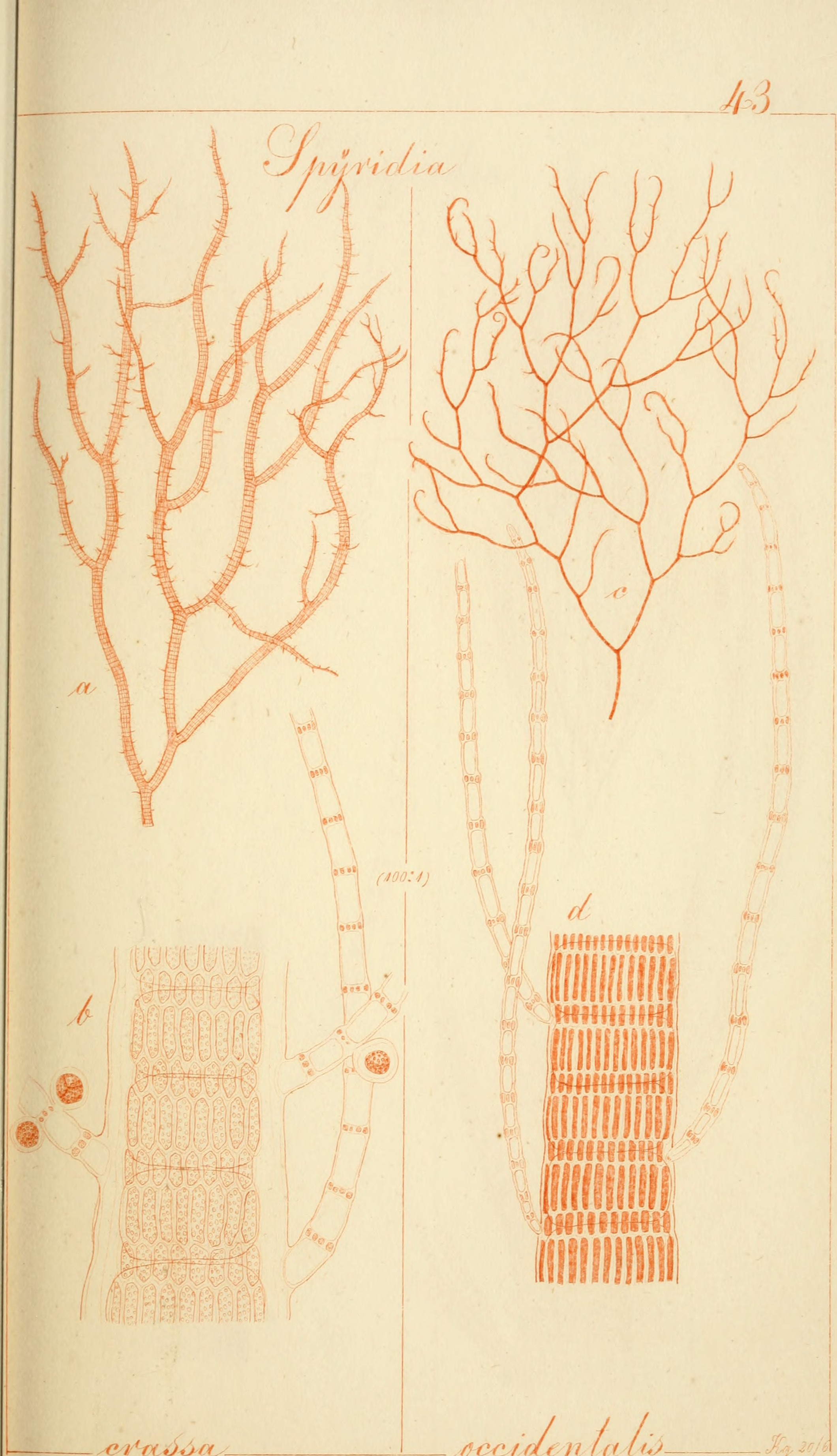
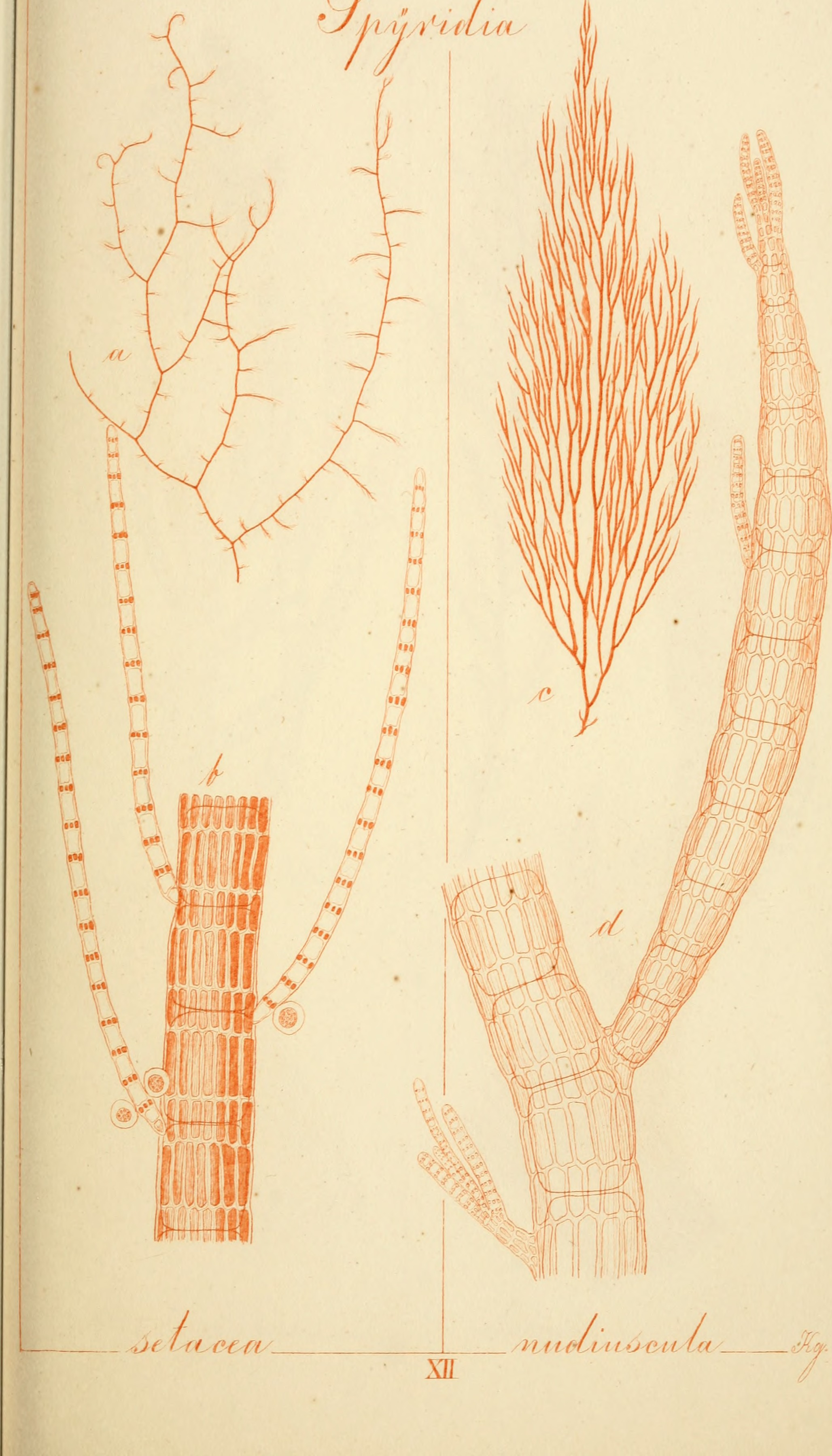
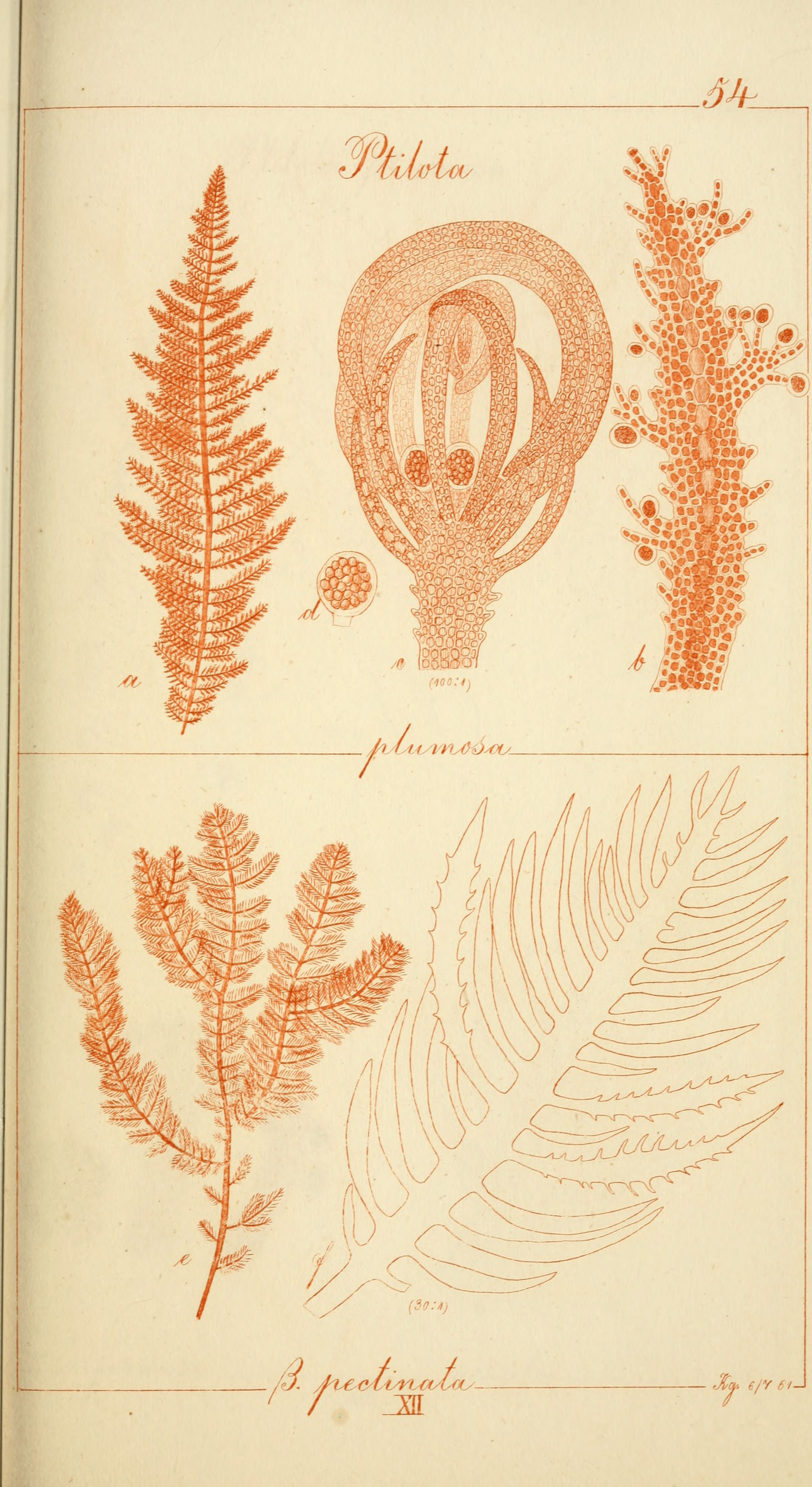
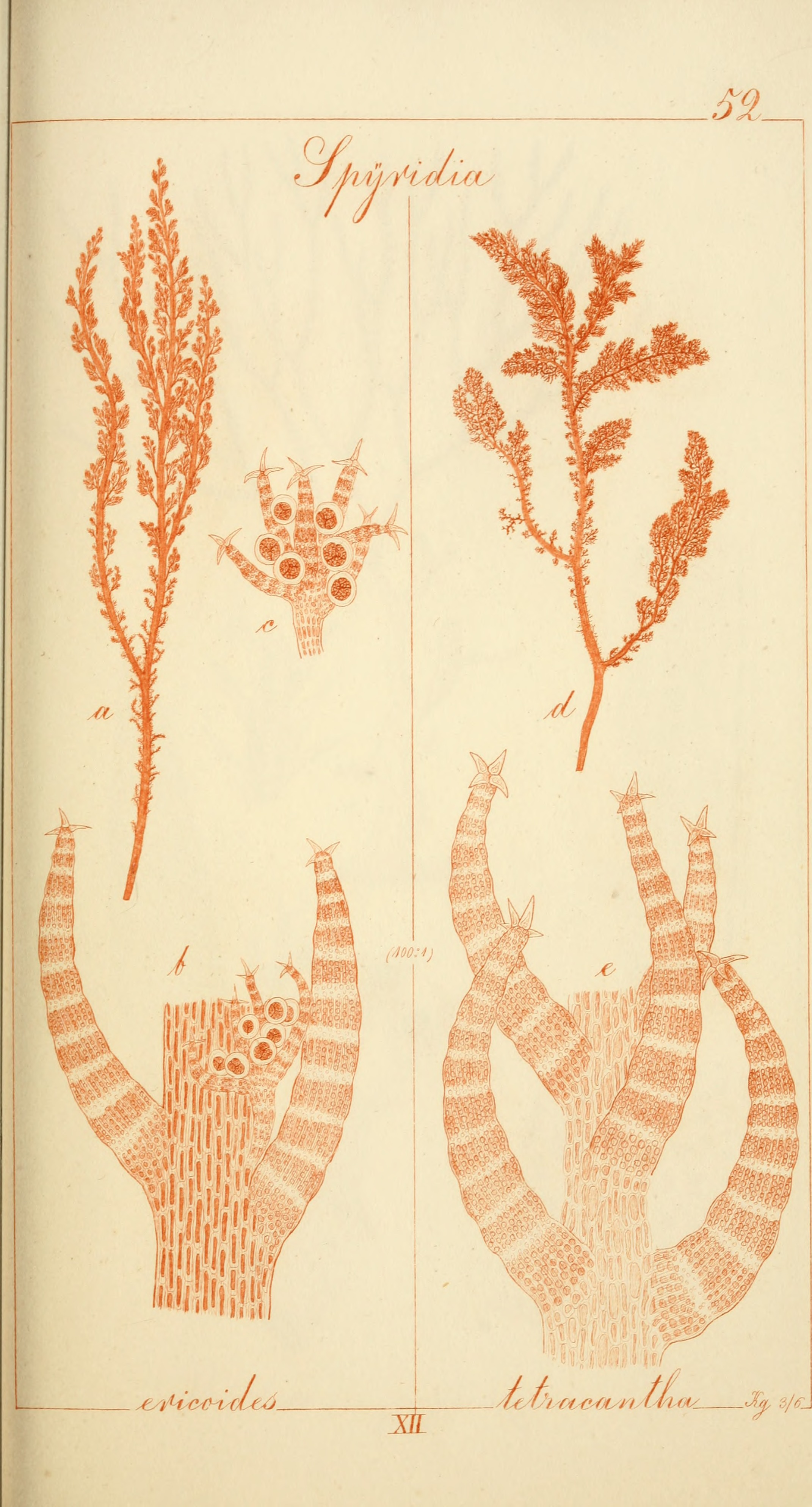
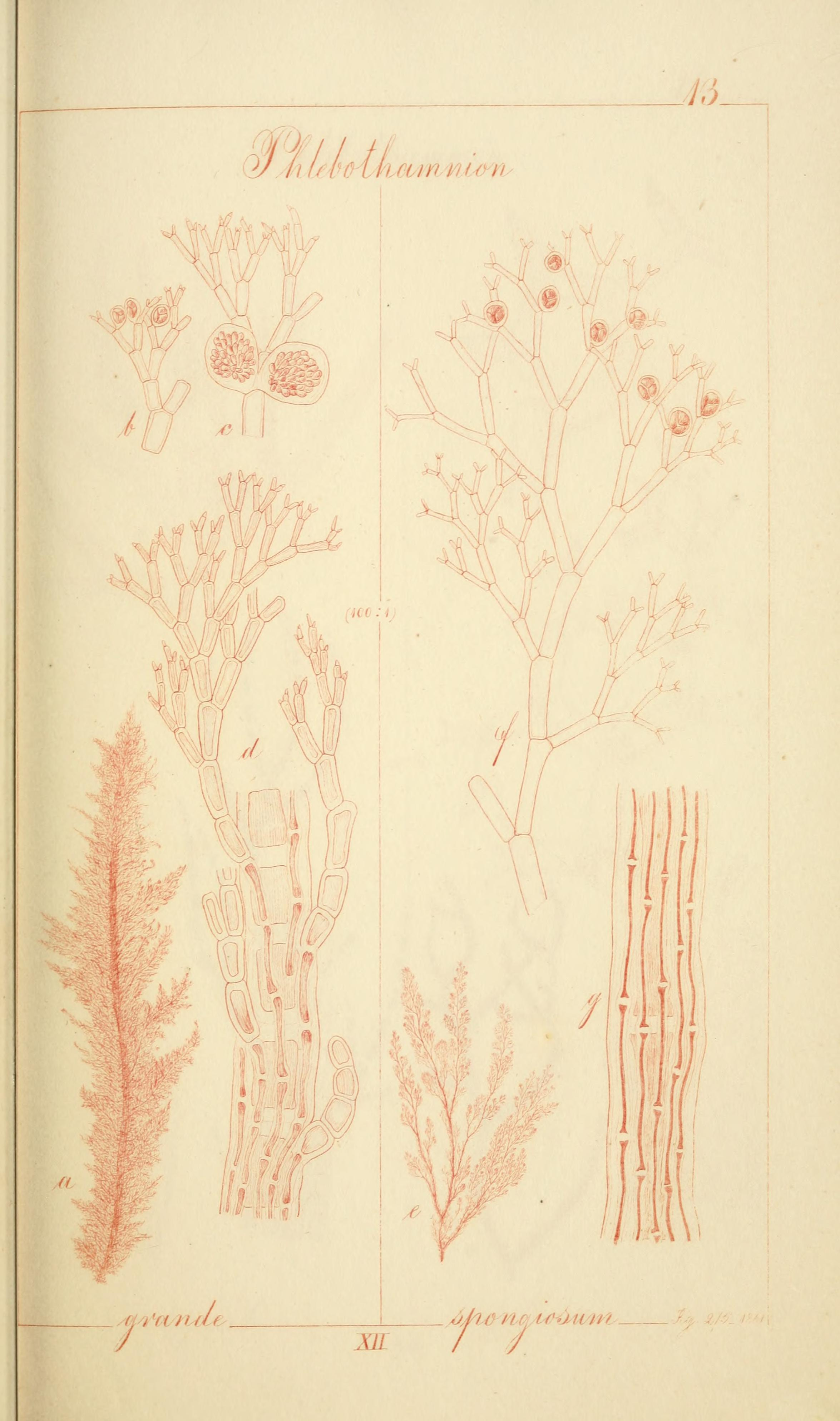